# Strijkkwartet nr. 5 (Norgard)
Per Nørgård voltooide zijn Strijkkwartet nr. 5 Inscape in 1969.
Het strijkkwartet is doorgecomponeerd in drie delen: Andante; Lento, poco rubato- Andante – Tempo I en Allegretto. De muziek is voor een groot deel gebaseerd op slechts zeven tonen; deze tonen zijn op zichzelf weer microtonen in dit geval een kwarttoonafstand. Dit levert een constante “flow” van dissonanten op en een zekere starheid in de muziek. Ook het langzame tempo geeft het gevoel, dat er weinig beweging in zit. Pas in het laatste deel probeert de muziek uit te breken; het lukt slechts gedeeltelijk met akkoordenreeksen. Het zou 17 jaar duren voordat er weer een strijkkwartet zou volgen.

## Orkestratie
- 2 violen, altviool, cello

## Discografie
- Uitgave Kontrapunkt: Kontra Quartet (niet meer verkrijgbaar).